# Werk (Festungsbau)
Der Begriff Werk wurde ab dem 16. Jahrhundert im Festungsbau als Überbegriff für eine einzelne isolierte Befestigungsanlage, errichtet zur Verteidigung von strategisch wichtigen Punkten wie z. B. Pässen, Hafeneinfahrten und Eisenbahnlinien oder als Bestandteil einer Festung, verwendet. Zum Ende des 19. Jahrhunderts wurde der Begriff noch immer für Verschanzungen und kleine Forts verwendet, insbesondere für Systeme, die sich aus den Forts entwickelten und, je nach Staat, in verschiedenartigen Ausführungen errichtet wurden. Um den strategischen Wert der Werke zu erhöhen, wurden gegen Ende des 19. Jahrhunderts in neugebaute Werke Panzerbauteile wie Panzerkuppeln oder Panzerplatten eingebaut. Im Zuge des Ausbaus der deutschen Landesbefestigungen in den 1930er Jahren kamen neue Konzepte im Festungsbau zum Tragen und so wird heute ein Werk ab 1937 als selbständig zu verteidigende Festungsanlage mit maschinellen Einrichtungen zur Luft- und Energieversorgung definiert.

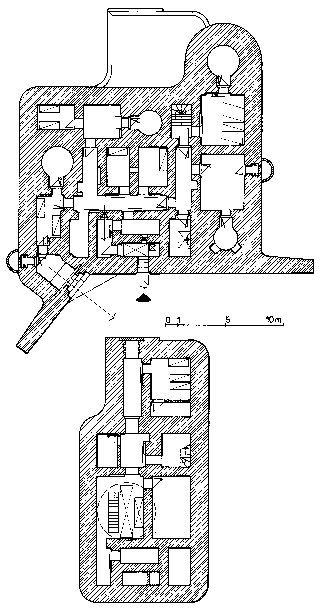
Grundriss des Panzerwerkes 717 der Festungsfront Oder-Warthe-Bogen

Werke bestehen aus mehreren Kampfständen mit verschiedenartigen Waffen (z. B. MG und Artilleriegeschütze), die einer einheitlichen Befehlsführung unterstehen. Man unterscheidet geschlossene Werke, hier sind alle Waffen in einem Block vereinigt, und aufgelöste Werke, hier sind die Kampfstände in einiger Distanz zum Hauptobjekt angeordnet und über Hohlgänge mit diesem verbunden. Die Umschließung mit einem Rundumhindernis (z. B. Wall, Graben oder Drahthindernis) sowie die Verteidigungsmöglichkeit nach allen Seiten (Rundumverteidigung) muss gegeben sein. Werke sind mit technischen Einrichtungen für Wasserver- und Entsorgung, Lüftung und Beleuchtung ausgestattet.

## Beispiele für Grundrissformen von Werken nach 1871
- Flesche (kleinste Form)
- Halbredoute (mittlere Form)
- Lünette (größte Form)

## Panzerwerk
Die Bezeichnung Panzerwerk geht auf einen Befehl aus dem Jahr 1939 zurück und sollte die Stärke der deutschen Befestigungsanlagen besonders betonen. Demnach waren alle Werke, Kleinstwerke und Stände, die mit Panzertürmen ausgestattet waren und eine Wandstärke von mindestens 1,0 m aufwiesen, als Panzerwerke zu bezeichnen. Eine Ausnahme bildeten die Bauwerke der Festungsfront Oder-Warthe-Bogen, hier wurden alle Bauwerke, auch solche ohne Panzertürme und mit Wandstärken von weniger als 1,0 m, als Panzerwerke bezeichnet.
- Panzerwerke der Baustärke „A“ wurden auch A-Werk genannt.
- Panzerwerke der Baustärke „B“ wurden auch B-Werk genannt.